# Светий Примож-над-Муто
Светий Примож-над-Муто (словен. Sveti Primož nad Muto) — поселення в общині Мута, Регіон Корошка, Словенія. Висота над рівнем моря: 651,1 м.